# Anatoli Alexandrowitsch Semjonow
Anatoli Alexandrowitsch Semjonow (russisch Анатолий Александрович Семёнов; * 1841 im Gouvernement Wjatka; † 1917) war ein russischer Baumeister, Bauingenieur und Architekt.

## Leben
Semjonow besuchte die Dorfschule in Scherbaschi (Tschuwaschien). Er absolvierte die Konstantin-Artillerieschule in St. Petersburg und studierte dann an der St. Petersburger Nikolai-Ingenieursakademie mit Abschluss 1864 als Militäringenieur. Anschließend wurde er in die Verwaltung des Moskauer Militärbezirks übernommen. Innerhalb der nächsten sieben Jahre erhielt er den Sankt-Stanislaus-Orden III. und II. Klasse und den Orden der Heiligen Anna III. Klasse.
1871 nahm Semjonow seinen Abschied und beteiligte sich an der Organisation der Sewastopol-Abteilung der Polytechnischen Ausstellung 1872 in Moskau. Er wurde Mitglied der Moskauer Architekturgesellschaft. 1873 wurde er Beamter für Sonderaufträge beim Moskauer Generalgouverneur.

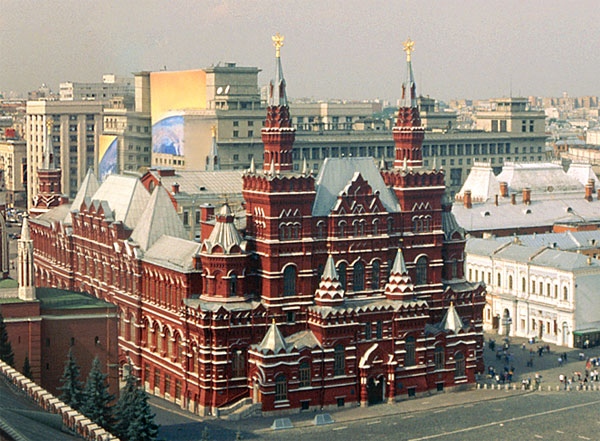
Historisches Museum, Moskau

Gemeinsam mit dem Architekten Wladimir Ossipowitsch Sherwood plante Semjonow das Projekt für den Bau des Gebäudes des Historischen Museums im Stil des 16. Jahrhunderts analog zum Kreml auf der Grundlage des von der Museumskommission erarbeiteten Programms. Für den Bau des Museums bestimmte die Moskauer Stadtduma im April 1874 das Grundstück an der Nordseite des Roten Platzes mit dem abzureißenden städtischen Gebäude. Nach der Vorprüfung des Projekts im Juli 1874 und der Prüfung der sieben eingereichten Konkurrenzprojekte erhielten Sherwood und Semjonow im Mai 1875 den Zuschlag. 1875 baute Semjonow eine Kirche in Sokolniki nach einem nicht erhaltenen Bau Pawel Petrowitsch Sykows. Auch baute er das Peter-Alexander-Adelspensionat, das später die Chirurgische Klinik wurde, und daneben ein Wohnhaus für Ärzte und Pfleger mit Lazarett und Kirche.
1892 wurde Semjonow Mitglied und 1894 Vorsitzender des Technik-Rates der Moskauer Stadtregierung. 1892–1912 war er Chefingenieur der Moskauer Kanalisation und leitete deren Ausbau. Ab 1906 leitete er die Architektur-Abteilung des Polytechnischen Museums in Moskau. Für den Bau des Großen Auditoriums des Polytechnischen Museums führte Semjonow die Akustik-Berechnungen durch. Dmitri Nikolajewitsch Anutschin bezeichnete 1910 in seinem Bericht dieses Auditorium als das beste in Moskau. Semjonow leitete die Baukommission für den linken Flügel des Polytechnischen Museums. Schließlich wurde Semjonow Wirklicher Staatsrat (4. Rangklasse).